# Hypsolyrium uncinata
Hypsolyrium uncinata är en insektsart som beskrevs av Carl Stål. Hypsolyrium uncinata ingår i släktet Hypsolyrium och familjen hornstritar. Inga underarter finns listade i Catalogue of Life.